# Institut médico-éducatif
Pour les articles homonymes, voir IME.

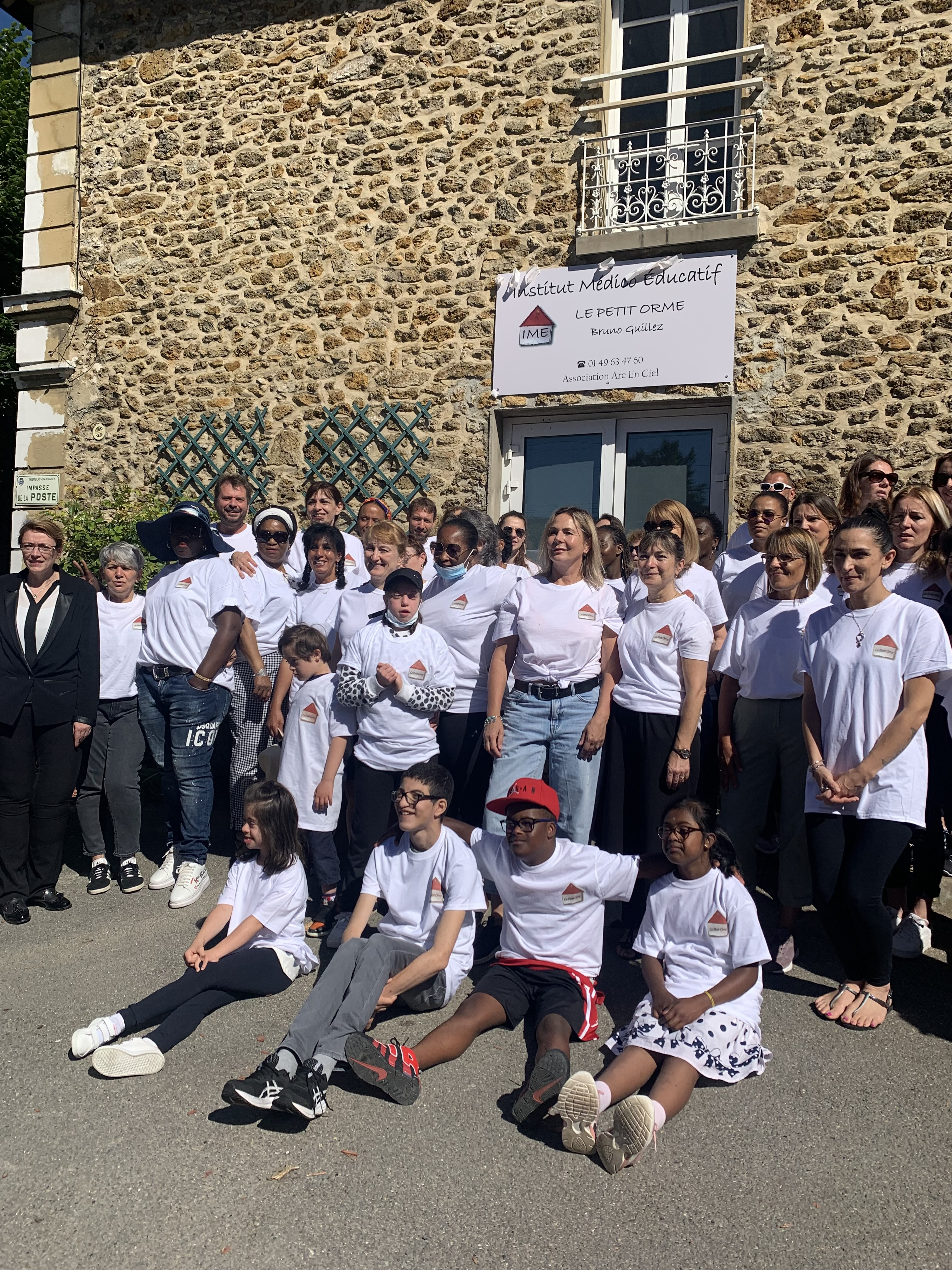
L'institut médico-éducatif Le Petit Orme - Bruno Guillez de Tremblay-en-France avec son personnel et les élèves lors du dévoilement du nouvel emblème.

Les instituts médico-éducatifs, désignés aussi par le sigle IME, sont des établissements français qui accueillent les enfants et adolescents en situation de handicap mental généralement âgés de 3 à 20 ans. Le handicap peut être lié à des troubles neuropsychiatriques tels que des troubles moteurs et sensoriels, ou des troubles de la communication.
Ces établissements font débat du fait de leur surreprésentation parmi les affaires d'agressions sexuelles et de violences commises sur mineurs, et leur décalage avec les évolutions du droit des personnes handicapées.

## Histoire
Un grand nombre d'IME ont ouvert durant les Trente Glorieuses, avec pour mission de permettre aux mineurs handicapés d'accéder à une éducation et à une protection contre l'exclusion sociale. À cette époque, la société ne remet pas en cause le fait que les mineurs handicapés relèvent d'une éducation spécialisée plutôt que du droit commun. La plupart de ces établissements sont fondés par des associations, que ce soit à l'initiative de familles d'enfants touchées par le handicap mental (par exemple l'ASRL), de professionnels militants (par exemple l’ASEI) ou d’organisations humanitaires (par exemple la Croix-Rouge française).
Au cours de la seconde moitié du XXe siècle et du début du XXIe siècle, la conception de l'enfant en situation de handicap en tant qu'usager évolue ; l'accent est placé sur ses droits, ce qui rend la vision du « destinataire captif d’une réponse conçue par les professionnels » de plus en plus inacceptable. En 2003, un rapport du Sénat souligne de nombreuses atteintes aux droits des mineurs et des maltraitances en IME.
Les premières rencontres annuelles consacrées aux IME sont organisées en mai 2013.
L'existence des IME en France s'inscrit dans un contexte où l'ensemble des pays occidentaux évoluent en direction d'une politique d'inclusion des personnes handicapées, sous la pression des personnes handicapées elles-mêmes et de leurs proches. Cela entraîne des tensions, voire des « retours en arrière », les responsables d'IME étant incités à évoluer en ce sens tout en maintenant la même capacité d'accueil en internat, en raison d'une forte tension sur le nombre de places. Les professionnels de ces établissements déplorent un manque de moyens financiers. En janvier 2023, le ministre de l'éducation Pap Ndiaye donne le chiffre de 11 000 mineurs français en attente d'une place dans un IME.
Ces dernières années, des efforts particuliers ont été réalisés par la plupart des établissements pour appliquer des règles de prévention de la maltraitance et des principes de bientraitance et de respect des droits des usagers et de leurs familles, grâce à une sensibilisation et formation régulières des personnels[source insuffisante].

### Un avenir en débat
En 2023, les IME sont directement concernés par les réformes tendant à une école inclusive dans laquelle s'inscrit l'annonce de l'ouverture de 100 IME au sein d'écoles ordinaires avant 2027. 
Fin 2023, un appel syndical indique ainsi : « Concernant la dissolution des établissements médico-sociaux, un membre du cabinet de la ministre chargée des personnes handicapées a tenté de rassurer les syndicats en expliquant que 1200 IME et ITEP c’est peu à côté des 60 000 établissements scolaires qui pourraient aisément les absorber. ». Dans le même temps, il dénonce « l’aggravation de la culpabilisation des personnels » et demande « le maintien et la création des places nécessaires dans les établissements sociaux et médicosociaux », revendication reprise par un appel intersyndical concernant l'éducation en général.
Tout en soutenant la grève, des collectifs militant pour le droit des personnes handicapées soulignent le caractère dommageable de ces positions considérant que cela « va à l’encontre des droits des enfants » et s'inscrit « dans le modèle médical du handicap, qui considère les personnes handicapées essentiellement comme objets de soins et non comme des sujets de droits ». La question a donné lieu à des débats dans le milieu éducatif où à côté de l'accord sur le manque de moyens se manifeste des désaccords sur l'inclusion et la place des IME.
Dans son article pour Alternatives économiques, Elsa Sabado met en cause un sous-financement des politiques publiques qui devraient permettre l'inclusion scolaire, créant des tensions entre les acteurs du secteur.

## Définition
Le champ d'action historique des IME est d'accueillir les enfants et adolescents avec un handicap intellectuel. 
Quel que soit le degré de leur déficience : légère, moyenne ou profonde, accompagnée de divers troubles. Cela peut aller de la déficience légère au polyhandicap. La majeure partie des IME est à but non lucratif, c'est-à-dire qu'elle ne rémunère pas d'actionnaires. L’IME est le terme générique qui permet de regrouper plusieurs catégories de structures qui fonctionnent en internat, en externat, en semi-internat ou en accueil temporaire. Ils peuvent se distinguer en fonction de l’âge des enfants accueillis : 
- de 6 à 20 ans en institut médico-éducatif (IME, terme générique)
- de 3 à 14 ans, en internat médicopédagogique (IMP), ou externat médicopédagogique (EMP)
- de 14 à 20 ans, en section d'initiation et de formation professionnelle (SIFPRO), également appelée institut médicoprofessionnel (IMPro) ou centre médicoprofessionnel (CMPro).

Par ailleurs, l'amendement Creton permet aux personnes accueillies de prolonger leur prise en charge en IME au-delà de l'âge limite si aucune place en secteur adulte n'est disponible.
Les instituts médico-éducatifs sont spécialisés selon le degré et le type de handicap pris en charge. En effet, la déficience intellectuelle peut s’accompagner de différents troubles, tels que des troubles de la personnalité, des troubles moteurs et sensoriels, des troubles graves de la communication [source insuffisante]. L'orientation pour ces enfants handicapés vers cet établissement est proposée par la Maison départementale des personnes handicapées (MDPH).

### Nombre d'IME et nombre de places
En 2018, on compte 1 300 IME proposant 70 730 places. En 2016, selon les chiffres de l'enquête ES cités par Bénédicte Marabet, la France compte plus de 1 200 IME proposant près de 70 000 places,. 
L'accueil est majoritairement sur le mode de l'externat (71 % en 2018). 
Cette capacité d'accueil représente une part significative, approchant les deux tiers de la capacité totale d'accueil des établissements médico-sociaux destinés aux enfants et adolescents en situation de handicap. 

## Profil des jeunes en IME
D'après une enquête de Bénédicte Marabet publiée en 2016, les profils cliniques des mineurs accueillis en IME se caractérisent par l'hétérogénéité. Près des trois quarts des IME interrogés dans le cadre de cette enquête estiment que leur agrément (en 2016) ne correspond pas adéquatement aux caractéristiques et aux besoins des publics qu'ils accompagnent. Une tendance de surreprésentation masculine émerge, avec une proportion de 63 % de garçons pour 37 % de filles. Cette surreprésentation des garçons est notée aussi dans l'enquête de Claire Bourdais-Mannone et al. publiée en 2003, concernant les enfants orientés par la Commission Départementale de l'Éducation Spéciale dans le département du Var vers des structures médico-sociales : 39 garçons sont orientés en IME, pour 19 filles. Cette enquête identifie aussi deux grandes vagues d'orientation en IME à l'âge de 6 ans puis à l'âge de 11 ans, correspondant aux changements de cycle scolaire (âge d'entrée à l'école primaire, puis âge d'entrée au collège).
Les grands adolescents et les jeunes majeurs représentent 43 % des résidents en 2010, contre 38 % en 2001 et 40 % en 2006.
10 % des jeunes présents en IME en 2016 n'ont pas de handicap intellectuel diagnostiqué. 

### Devenir des jeunes après l'IME
D'après Marabet, 40 % des jeunes accueillie en IME sont ensuite envoyés en établissement et service d'aide par le travail (ESAT) ; 25 % arrivent dans un autre établissement médico-social de type foyer d'accueil médicalisé (FAM), maison d'accueil spécialisée (MAS) ou foyer occupationnel (FO) ; 12 % tentent de trouver une formation ou un emploi en milieu ordinaire ; enfin 10 % sont déclarés sans activité.

## Gestion et financement
L'Agence régionale de santé est l'autorité compétente exclusive en ce qui concerne les IME. Depuis le début du XXIe siècle, d'après Sandrine Pich-Traveset les IME sont tenus de respecter des contraintes indispensables et de plus en plus nombreuses. La règlementation s'est faite « de plus en plus encadrante », ce qui a pour effet de responsabiliser organismes gestionnaires et directeurs d'IME. Il existe des IME[Combien ?] gérés par des associations ; leur mission est qualifiée « d'intérêt général », mais ces établissements ne peuvent prétendre au statut de service public dans la mesure où ils sont gérés par un organisme privé.
Leur financement relève de l’assurance maladie et fait l’objet d’une tarification par le directeur général de l’agence régionale de santé compétente. La dotation publique aux IME était en 2018 d'environ 3,5 milliards d'euros.
Le personnel associé correspond à 46 000 équivalents temps plein.

### Textes réglementaires
Depuis une loi du 30 juin 1975, les IME ne peuvent plus être créés librement, toute création étant soumise à une autorisation administrative. Une autorisation est requise également pour modifier la capacité d'accueil ou transformer un IME. Les personnes qui ne respecteraient pas ces règles s'exposent à une fermeture de l'IME par les autorités administratives.
Les IME sont réglementés par le code de l’action sociale et des familles, qui définit leur cadre institutionnel, et en particulier par des conditions techniques minimales d’organisation qui leur sont propres.
La loi no 2005-102 du 11 février 2005 relative à l'égalité des droits et des chances, à la participation à la citoyenneté des personnes handicapées a, de façon indirecte, un impact considérable sur la scolarisation d'enfants handicapés.
Le référentiel de compétences des enseignants spécialisés est aussi considéré comme un texte réglementaire pouvant servir d'appui à toutes personnes chargées de l'enseignement et de l'aide pédagogique.
Les droits des enfants et adolescents accueillis est garanti par les dispositifs qui s’appliquent à l’ensemble des catégories d’établissements et services sociaux et médico-sociaux.

## Professions et carrières en IME
Les professionnels travaillant en IME sont de profils très divers, allant des éducateurs spécialisés aux personnels médicaux. 
| Pôle éducatif | Pôle pédagogique               | Pôle social                                                     | Pôle thérapeutique | Pôle para-médical | Direction                                     |
| --- | ------------------------------ | --------------------------------------------------------------- | ------------------ | --- | --------------------------------------------- |
| Aide médico-psychologique (AMP), Accompagnant éducatif social (AES), moniteur-éducateur, éducateur technique spécialisé (ETS), éducateur de jeunes enfants, éducateur spécialisé (ES), conseiller en économie sociale et familiale (CESF), éducateur sportif, enseignant en activités physiques adaptées (EAPA) | Enseignant spécialisé option D | Gestionnaire action sociale et solidaire, assistant social (AS) | Psychologue        | Aide soignant (AS), accompagnateur à la mobilité, psychomotricien, orthophoniste, kinésithérapeute, ergothérapeute, musicothérapeute, infirmier, médecins | Directeur d’établissement médico-social (EMS) |

### Formations
L'accent est mis sur l'importance cruciale de la formation continue pour ces acteurs afin de maintenir leurs compétences en phase avec les besoins complexes des résidents des IME[source insuffisante]. Des programmes de formation sont destinés au personnel des IME, avec pour objectif de garantir des standards de compétence élevés et répondre de manière adaptée aux besoins évolutifs des résidents.
Philippe Heim, en 2013, analyse la formation initiale et continue destinée aux professionnels éducatifs des IME. Il souligne que, dans un contexte professionnel de plus en plus complexe, la formation continue est un instrument vital pour le développement des compétences individuelles, offrant des perspectives adaptatives nécessaires à l'action dans des environnements en constante évolution[non neutre].

## Missions et modalités d'accompagnement
Les équipes de ces établissements y mettent en œuvre un accompagnement global tendant à favoriser l’intégration dans les différents domaines de la vie, de la formation générale et professionnelle. Dans le cadre d’une prise en charge globale et individualisée, le but est d’évaluer le besoin individuel de chacun. Le travail avec les familles est aussi une notion à prendre en compte.[réf. nécessaire]
Il est important de prendre en compte les actions menées dans le but de maximiser l'autonomie de l'enfant, sa personnalité, sa socialisation, son développement.
Pour remplir ses missions construites sur les axes d'autonomie, socialisation et apprentissage, le projet scolaire des élèves intégrés dans ces structures est mené en partenariat avec l'éducation nationale, notamment pour la création de ULIS, d'UPI etc. Le projet pédagogique est aussi suivi par l'équipe médicale, paramédicale, psychologique et par la famille.
L'orientation vers un IME se fait par décision de la commission des droits et de l'autonomie des personnes handicapées (CDAPH) du département de résidence. La plupart des centres disposent d’un internat mais l’accueil en demi-pension est de plus en plus souvent pratiqué.
D'après le psychologue Olivier Lenormand, « la politique de « désinstitutionalisation » du médico-social s’accompagne d’une mise à l’écart de la psychanalyse du champ du handicap », et il existe une « volonté d’une partie de la classe politique associée à certaines associations de parents à ce qu’une famille dont l’enfant recevant un diagnostic dans un centre de référence ne puisse pas rencontrer un professionnel se référant à la psychanalyse ». Il constate de ce fait que les établissements du médico-social (dont les IME) « recrutent de plus en plus de psychologues se référant aux neurosciences et au comportementalisme ».
Une spécificité de ce type d'établissement est d'accueillir des mineurs en situation de handicap sur le temps long, ce qui implique que « tous les aspects de la vie de la personne handicapée seront déterminés par des personnes ayant autorité ».

### Mode de scolarisation
Au sein de la structure, les jeunes suivent une scolarisation dans une unité d'enseignement avec des professeurs spécialisés de l'Éducation nationale ayant normalement un certificat d'aptitude professionnelle pour les aides spécialisées, les enseignements adaptés et la scolarisation des élèves en situation de handicap (CAPA-SH) – option D (enseignement et aide pédagogique aux élèves présentant des troubles importants des fonctions cognitives).[réf. nécessaire]
Aux termes de la loi, un projet personnalisé de scolarisation (PPS) est établi, document servant à définir le déroulement de la scolarité des jeunes et leurs besoins notamment en termes de matériels pédagogiques adaptés, d'accompagnement et d'aménagement des enseignements.
Le PPS s'intègre à un projet individuel d'accompagnement (PIA) défini au niveau de l'établissement par les professionnels concernés pour déterminer les aspects des suivis pédagogiques, éducatifs et thérapeutiques,.
Tous les enfants de moins de 16 ans ont l'obligation de suivre un parcours scolaire selon leurs capacités, mais qui est en lien avec les programmes scolaires en vigueur ainsi que le socle commun de connaissances, de compétences et de culture (SCCCC) défini au Bulletin officiel no 17 du 23 avril 2015.[réf. nécessaire]
D'après la directrice d'AFG autisme Valérie Löchen, l'existence des IME freine les politiques d'adaptation de l'école ordinaire au profil des enfants handicapés, l'école ordinaire n'ayant pas progressé, voire régressé en termes d'inclusivité durant les années 1980 et 1990.
En 2020, le conflit d'un enseignant avec sa direction alors qu'il s'efforce de mettre en place le PPS d'un élève illustre les difficultés des établissements à remplir leurs obligations. Le directeur général de l'établissement reconnaît que tous les établissements sont « dans la même galère » faute de moyens mais récuse les affirmations de l'enseignant selon qui « Il y a une culture dans les IME de refus de croire que la scolarisation permet réellement un développement de l’autonomie des enfants handicapés ».
En 2021, l'Unapei dénonce un manque flagrant d'enseignants en IME menant à un temps scolaire moyen de seulement 6 heures par semaine contre 12 recommandés par les spécialistes,. Selon un sondage de l'Unapei publié en 2023, 27 % d'enfants accueillis en IME n'ont aucune heure de scolarisation, et 35 % n'ont qu'entre 0 et 6 heures par semaine.

### Partenariats et collaborations
Les Instituts Médico-Éducatifs (IME) sont engagés dans des partenariats et des collaborations visant à améliorer l'intégration sociale et professionnelle de leurs résidents[non neutre][réf. nécessaire]. Ces alliances  ont pour objectif de répondre aux besoins spécifiques des élèves en situation de handicap.
Les IME ouvrent également leurs structures vers l'extérieur et développent des partenariats diversifiés, y compris avec l'éducation nationale. Cette ouverture a pour objectif répondre de manière spécifique aux besoins de socialisation, d'apprentissage et d'ouverture des résidents. Ces partenariats contribueraient à élargir les horizons des IME et à offrir une expérience éducative enrichissante.[source insuffisante]

## Droits des enfants et adolescents accueillis
Les enfants et adolescents accueillis en IME disposent des mêmes garanties théoriques de leurs droits fondamentaux que les autres catégories de publics accueillis ou accompagnés dans les autres catégories d’ESSMS.

### Stérilisation forcée
D'après le chercheur en sciences sociales Alain Giami, qui a publié son enquête en 2000, de jeunes femmes handicapées subissent une stérilisation contrainte pour ne pas tomber enceintes en IME, le plus souvent à la demande des parents ; un directeur d'IME interrogé par Giami cite l'exemple d'une mère qui a menacé de faire enfermer sa fille en hôpital psychiatrique si une ligature des trompes n'était pas pratiquée. Le phénomène est difficile à quantifier en raison d'une absence de statistiques officielles plus récentes que celles de 1998. Dans son interview accordée à Charlie Hebdo en 1997, Nicole Diederich cite une étude sur le devenir de jeunes filles sorties d'IME faisait état de cinq jeunes femmes stérilisées sur vingt.
Une législation qui encadre sévèrement ces pratiques est entrée en vigueur en 2001 en France, mais il est possible que des stérilisations contraintes perdurent en toute discrétion à huis clos.

### Agressions et violences en IME
Il existe de nombreux cas de violences physiques et d'agressions sexuelles en IME. D'après l'enquête de Jean-Luc Joing publiée en 2002, « les instituts médico-éducatifs « sont surreprésentés » (plus de 62 %), aussi bien en matière d'agressions à caractère sexuel que de violences physiques » sur les mineurs. L'enquête d'Hilary Brown, parue la même année, souligne que les violences contre les personnes handicapées sont endémiques en institution, et que la désinstitutionnalisation a été adoptée par différents pays afin de les réduire.

#### Agressions sexuelles en IME
Le média StreetPress souligne en 2021 un manque de contrôle du casier judiciaire du personnel recruté dans les IME, ce qui permet à des agresseurs sexuels déjà condamnés par le passé d'y travailler au contact d'enfants. Dans son bulletin SSMSI no 29 de 2020, le Ministère de l'Intérieur évalue à 35 % le taux de viols sur mineures handicapées commis en IME sur la base du nombre de victimes reconnues en 2018.
En 1992, le directeur de l'Institut médico-éducafif d'Auxerre, proche du tueur en série Émile Louis, est condamné à 6 ans de prison pour attentat à la pudeur sur l'une de ses pensionnaires. Les « disparues de l'Yonne » fréquentaient toutes l'IME d'Auxerre, et étaient conduites en bus par Émile Louis, qui les a violées avant de les tuer. D'après l'ouvrage Introduction à la sociologie du handicap, c'est cette affaire en particulier qui a permis une première prise de conscience de la vulnérabilité des mineurs en situation de handicap en France.
En 2019, un homme de 45 ans, ancien employé de l'IME Léopold Bellan à Bry-sur-Marne, a été condamné à 4 ans de prison ferme avec interdiction de travailler auprès des mineurs pour des agressions sexuelles sur trois mineures entre 2013 et 2018. Cette même année, un ancien éducateur de l'IME de Villaine à Azay-le-Brûlé a écopé d'une peine de prison avec sursis pour des agressions sexuelles commises en 2015 sur six mineurs.
Deux éducateurs sont mis en examen en août 2023 pour viol et agression sexuelle, dans le cadre de l'affaire de l'IME des Nivéoles.
Un éducateur spécialisé de l'IME Plan-Cousut de Biarritz, qui a exercé pendant 18 ans, a été mis en examen en 2017 pour viol de deux mineures autistes et attouchements survenus dans une piscine, ; incarcéré en 2018, il est finalement accusé de 13 viols ou agressions sexuelles.
En 2020 et 2021, deux parents de deux adolescentes de l'IME de Ma Campagne à Angoulême portent plainte pour viol et agression sexuelle. Le même année, un homme de 21 ans est condamné à six mois de prison avec sursis par le tribunal de Brest pour avoir agressé sexuellement trois filles d'un IME de Nord-Finistère en 2018.
L'IME d'Argonay a embauché un éducateur condamné pour pédophilie en 2017. Un chauffeur de taxi pédophile de l'IME de Millau est condamné à quatre ans de prison ferme en 2020. Un jeune fréquentant un IME à Caen s'est vu présenter un agresseur pédophile par un camarade de son IME en 2019 ; l'agresseur a été condamné à sept ans de prison ferme en 2022. En 2023, un quinquagénaire ex-salarié de l'IME du château de Taron à Renaison est condamné à quatre ans de prison (dont deux assortis de sursis probatoire) pour avoir agressé sexuellement trois résidentes entre 2014 et 2018.
L'IME des Andelys organise des initiatives de sensibilisation de ses résidents aux dangers de la pédophilie.
Il existe aussi des affaires de viols commises par des mineurs accueillis dans les IME. Neuf enfants de l'IME de Montmoreau ont été violés ou agressés par un mineur accueilli dans ce centre entre 2002 et 2006 ; une affaire similaire a éclaté à l'IME de Beauvais en 2017, débouchant sur une mise en examen.

#### Violences physiques sur les résidents d'IME
En 2013, trois éducatrices et la directrice d’un IME de Monchy-le-Preux sont condamnées par le tribunal correctionnel d'Arras, respectivement pour violences sur mineurs entre 2008 et 2011 et pour non-dénonciation.
Un ancien salarié de l'IME de Peyrelevade est condamné en 2020 à neuf mois de prison ferme pour avoir violenté deux résidents, dont un a subi des coups de poing et de pied alors qu'il était au sol. Dans l'IME de Naveil (Loir-et-Cher), aussi en 2020, un enfant autiste de 12 ans a été enfermé dans un sac-poubelle par des éducatrices ; deux personnes adultes ont placé une tête d'aspirateur à proximité de son visage pour faire le vide dans le sac alors qu'une troisième personne le filmait. La vidéo a été publiée sur Facebook par l'une de ces individues. Malgré la contrainte manifeste, les trois professionnelles sont relaxées par la cour d'appel d'Orléans en 2021.
L'IME Les Moulins Blancs à Ajaccio, géré par l'Adapei, a été soupçonné de violences et chantages sur l'un de ses pensionnaires en juin 2022. L'IME de Clamart a été entendu en novembre 2022 pour des maltraitances infligées à ses résidents,.
En juin 2023, cinq éducateurs de Creuse jugés pour des soupçons de maltraitance sur des jeunes en situation de handicap à l'IME de Guéret sont relaxés malgré la gravité des faits. Entre 2020 et 2021, plusieurs salariés travaillant dans l'équipe logistique de l'IME accusaient les éducateurs de l'enfermement d'un jeune dans un local à chaussures et manteaux, de claques derrière la tête, de tirages d'oreilles, de moqueries sur l'apparence physique et de l'oubli d'une jeune dans les toilettes.

#### Négligences et maltraitances institutionnelles
L'affaire de l'IME de Moussaron est « une situation de maltraitance institutionnelle » sur des résidents, constatée par l'Agence régionale de santé (ARS) saisie en mai 2013, mais elle n'a (en 2019) pas donné lieu à des condamnations judiciaires, en dépit de la gravité des faits constatés,.
Cinq membres de l'IME Christian-Lazard de La Queue-les-Yvelines, géré par la Croix-Rouge française, sont mis en examen en 2005 pour maltraitance ; l'enquête judiciaire a été ouverte en 2001 pour viols, violences, défaut de soins et défaut d'alimentation par une personne ayant autorité. En 2011, un ex-infirmier de nuit est condamné à huit ans de prison ferme pour le viol de trois jeunes filles entre 1998 et 2001, l'ex directeur de l'IME étant condamné par la cour d'assises de Versailles à douze mois de prison dont quatre avec sursis pour non-dénonciation de crime et de maltraitances.
En décembre 2012, un ancien éducateur spécialisé de l'IME de Sillans-la-Cascade a pris connaissance de plus de 200 rapports d'incidents de violences depuis la rentrée précédente, y compris des suspicions de viol. D'autres témoignages semblaient confirmer les dysfonctionnements.
L'Adapei de Lyon a été condamné pour homicide involontaire en 2021, après le décès par noyade d'un jeune de 17 ans, qui participait à une sortie au lac de Paladru encadrée par le personnel de l'IME Le Bouquet, à Lyon,.
Le décès d'une résidente de 19 ans à l'IME de Proisy alors qu'elle prenait son bain, en octobre 2022, entraîne une pétition pour demander la fermeture de cet établissement, pour négligences graves ; puis une mise en lumière de fortes tensions parmi le personnel. Toujours en octobre 2022, une adolescente épileptique accueillie à l'IME d'Ancenis meurt des suites d'une crise alors qu'elle prenait son bain sans surveillance médicale.
En juin 2023, l'IME de Cayenne (Guyane) a été placé en cessation définitive d'activité à la suite de nombreux dysfonctionnements notamment un défaut d'encadrement et de surveillance, y compris les risques de malnutrition et le manque de signalement des violences sexuelles entre jeunes.

### Droit international
L’Organisation des Nations unies a interpellé plusieurs fois la France sur les IME, structures ségrégatives qui ne respectent pas les droits fondamentaux des mineurs en situation de handicap, notamment en 2022 après des actes d'intimidation présumés visant un enseignant lanceur d’alerte d'un IME de Narbonne à la suite de son initiative pour mettre en place le temps de scolarisation d'un enfant tel que défini par son projet personnalisé de scolarisation,.
À la suite de l'affaire Timothée en 2015, le rapporteur spécial sur le droit à la santé de l'ONU Dainius Pūras encourage la France à appliquer le modèle des droits humains basé sur la non-discrimination et l'école inclusive. Il s'est dit inquiet de la conséquence d'un placement en IME sur le droit des personnes handicapées à jouir du meilleur état de santé mentale et physique possible et appelle à la création d'alternatives au placement institutionnel (voir aussi Désinstitutionnalisation).
En 2017, la rapporteuse de l’ONU Catalina Devandas-Aguilar a recommandé la fermeture de tous les IME et leur transformation en centres de ressources non-résidentiels, ainsi que la scolarisation des enfants en situation de handicap en milieu ordinaire. Cette position est jugée « radicale » par certains parents et certaines associations (notamment l'UNAPEI et le Groupe Polyhandicap France) qui redoutent que les mineurs les plus handicapés soient sans solution,.
En 2021, Jonas Ruskus, qui faisait office de rapporteur de l'ONU pour l’examen du rapport de la France, a expliqué que l'institutionnalisation des personnes handicapées, « y compris les enfants dans les établissements médico-socio-éducatifs et les dispositions juridiques qui nient le droit des personnes à une reconnaissance égale devant la loi restent un obstacle majeur pour le respect de la dignité ». En novembre 2022, le ministre de l'éducation Pap Ndiaye déclare auprès du Sénat, et en opposition à la demande de l'ONU, que tous les enfants ne peuvent être scolarisés en milieu ordinaire, ce qui a fait réagir un grand nombre d'associations françaises du domaine du handicap, qui ont souligné l'absence de respect des droits des enfants français en situation de handicap.
En 2023, lors de son examen à l'égard de la Convention relative aux droits de l'enfant, l'ONU réitère son inquiétude quant à la situation des enfants handicapés en France.